# Adolf Fiszer
Adolf Zygmunt Fiszer (ur. 27 października 1891 w Zaleszczykach, zm. 16–19 kwietnia 1940 w Katyniu) – major piechoty Wojska Polskiego, ofiara zbrodni katyńskiej.

## Życiorys
Urodził się 27 października 1891 w Zaleszczykach, ówczesnym mieście powiatowym Królestwa Galicji i Lodomerii, w rodzinie Józefa i Marii z Balickich. W 1913 ukończył naukę w klasie VIIIa i zdał maturę w c. k. Gimnazjum Arcyksiężniczki Elżbiety w Samborze i rozpoczął studia na Wydziale Prawa Uniwersytetu Franciszkańskiego we Lwowie. Do wybuchu I wojny światowej ukończył sześć semestrów. We wrześniu 1914 został wcielony do cesarskiej i królewskiej Armii. Ukończył szkołę oficerską. W latach 1915–1917 walczył na froncie serbskim, włoskim, rumuńskim i rosyjskim. Awansował na podporucznika ze starszeństwem z 1 sierpnia 1916 i porucznika ze starszeństwem z 1 listopada 1918.
9 listopada 1918 został przyjęty do Wojska Polskiego. Służył w 17 pułku piechoty w Rzeszowie. W 1921 był przydzielony do Grupy Szkolnej 6 Armii. 3 maja 1922 został zweryfikowany w stopniu kapitana ze starszeństwem od 1 czerwca 1919 i 541. lokatą w korpusie oficerów piechoty. W 1924 był przydzielony z macierzystego pułku do Oddziału Ogólnego Sztabu Dowództwa Okręgu Korpusu Nr X w Przemyślu na stanowisko kierownika referatu mobilizacyjnego. 1 grudnia 1924 został mianowany majorem ze starszeństwem z 15 sierpnia 1924 i 171. lokatą w korpusie oficerów piechoty. W 1926 został przeniesiony do 50 pułku piechoty w Kowlu na stanowisko dowódcy II batalionu. W lipcu 1929 został przesunięty na stanowisko kwatermistrza. W sierpniu tego roku został zwolniony z zajmowanego stanowiska i oddany do dyspozycji dowódcy Okręgu Korpusu Nr II, a z dniem 28 lutego 1930 przeniesiony w stan spoczynku. W 1934, jako oficer stanu spoczynku pozostawał w ewidencji Powiatowej Komendy Uzupełnień Warszawa Miasto III. Posiadał przydział do Oficerskiej Kadry Okręgowej Nr I. Był wówczas „przewidziany do użycia w czasie wojny”.
W czasie kampanii wrześniowej 1939 dostał się do sowieckiej niewoli. Od grudnia 1939 przebywał w obozie w Kozielsku. Między 16 a 19 kwietnia 1940 został zamordowany przez funkcjonariuszy NKWD w Katyniu i tam pogrzebany. Od 28 lipca 2000 spoczywa na Polskim Cmentarzu Wojennym w Katyniu.
5 października 2007 minister obrony narodowej Aleksander Szczygło mianował go pośmiertnie na stopień podpułkownika. Awans został ogłoszony 9 listopada 2007, w Warszawie, w trakcie uroczystości „Katyń Pamiętamy – Uczcijmy Pamięć Bohaterów”.
Był żonaty z Józefą z Siedlakowskich.

## Ordery i odznaczenia
- Krzyż Walecznych[17]
- Medal Pamiątkowy za Wojnę 1918–1921 „Polska Swemu Obrońcy”[18]
- Medal Dziesięciolecia Odzyskanej Niepodległości[18]
- Gwiazda Przemyśla[3]
- Odznaka pamiątkowa „Orlęta”[3]
- Brązowy Medal Waleczności[3]